# Gorenflos
Gorenflos é uma comuna francesa na região administrativa de Altos da França, no departamento de Somme. Estende-se por uma área de 6,17 km². Em 2010 a comuna tinha 254 habitantes (densidade: 41,2 hab./km²).